# نادي أكد
نادي أكد الرياضي هو أحد أندية الدوري العراقي ، مقرة في محافظة ذي قار
تأسس عام 2003 يلعب في الدوري العراقي الدرجة الثانية.